# ハフィズ・ゴーガ
アブドゥルハフィーズ・ゴーガ（アラビア語: عبد الحفيظ غوقة ʿabd al-ḥafīẓ ġūqah, ラテン文字表記: Abdul Hafiz Ghoga、またはGhogha、1957年6月11日 - ）は、リビアの法律家、人権派弁護士。2011年リビア内戦でベンガジにできた反カダフィ勢力のリビア国民評議会(NTC)スポークスマンとして活動し、その後はNTCの副議長を務めたが、2012年1月22日にNTCに対する抗議デモを受け、副議長を辞任した。
ゴーガは、今回の内戦による「リビアの分割、分裂などあり得ない」として、ムアンマル・アル＝カッザーフィー（カダフィ大佐）政権と反カダフィ勢力が国を二分する内戦に発展することを否定し、あくまで国民評議会によるリビアの統一の維持を主張している。。また、国民評議会を代表し欧米を中心とする他国のリビアへの干渉を望んでいないことを明確にしている。
しかしリビア国民の間には、ゴーガがカダフィ派から反政権側に鞍替えした経歴に対する不信感があり、NTCに対する抗議デモが発生。2012年1月22日にリビア国民の利益のために副議長を辞任すると発表した。